# Dr. Dre
Andre Romelle Young, més conegut com a Dr. Dre (Compton, comtat de Los Angeles, 18 de febrer de 1965) és raper i un dels més reconeguts productors musicals estatunidencs. Dre és conegut per les seves col·laboracions amb artistes de la costa oest, com Snoop Dogg, Tupac Shakur o Warren G, a més de per haver format el grup pioner del gangsta rap, els N.W.A.. Al costat de Suge Knight, va fundar la reeixida Death Row Records, a més d'Aftermath Entertainment, un segell distribuït per Interscope Records, aquesta vegada en solitari. Precisament al capdavant d'aquesta discogràfica va signar a artistes com Eminem o 50 Cent, i de manera més recent a Busta Rhymes, The Game, Eve o Stat Quo.

## Biografia

### Infantesa
Andre Romelle Young va ser el primer fill de Theodore i Verna Young, nascut el 18 de febrer del 1965; quan la seva mare i el seu pare tenien l'edat de 16 i 17 anys respectivament. Verna s'havia casat amb Theodore el 1964. El segon nom de Young, Romelle venia del grup de R&B amateur del pare, The Romells. El 1968, els seus pares es divorcien, i la mare es casa amb Curtis Crayon. Van tenir tres fills més en comú, dos fills anomenats Jerome i Tyree (tots dos morts), i una filla, Shameka.
El 1976 Young va començar a assistir al Vanguard Junior High School, a Compton, però a causa de la violència entre bandes es va traslladar al Roosevelt Junior High School. Verna posteriorment es va casar amb Warren Griffin, a qui va conèixer en un nou treball a Long Beach, el que va sumar tres noves germanastres i un germanastre a la família. El germanastre, Warren Griffin III, es convertiria més endavant en raper sota el nom artístic Warren G.
Young va assistir al Centennial High School de Compton al 1979, però va haver de canviar de nou, aquesta vegada al Fremont High School, a conseqüència de les males notes. Young va intentar entrar en un programa d'aprenentatge a la Northrop Aviation Company, però les males qualificacions a l'escola el van fer no apte. Des de llavors, es va centrar en la seva vida social i en passar-ho bé. Young va tenir un fill, Curtis, nascut el 15 de desembre de 1981 amb Lisa Johnson. Curtis Young va ser criat per la seva mare i no va conèixer el seu pare fins passats 20 anys.

### Carrera musical

#### World Class Wreckin' Cru (1984–1985)
Inspirat per la cançó de Grandmaster Flash "The Adventures Of Grandmaster Flash On The Wheels Of Steel", Young assistia sovint a un club anomenat The Eve After Dark per veure com tocaven els DJs i rapers en directe. Posteriorment es convertiria en DJ en aquell mateix club, inicialment sota el nom "Dr. J", basat en el sobrenom de Julius Erving, el seu jugador de bàsquet favorit. Al club va conèixer l'aspirant a raper Antoine Carraby, que més tard passaria a ser membre de N.W.A. com a DJ Yella. Poc després va adoptar el sobrenom de Dr. Dre, una barreja entre el pseudònim anterior, Dr. J, i el seu primer nom, referint-se a si mateix com a Master of Mixology. El 1984 es va unir al grup World Class Wreckin' Cru, que formava part del segell independent Kru-Cut. El grup es convertiria en estrelles de l'escena musical que va dominar la Costa Oest a principis dels anys vuitanta. El disc World Class contenia el primer èxit de Young, "Surgery", cançó en què Dr. Dre està present als plats. El disc aconseguiria vendre 50.000 exemplars a la zona de Compton. Dr. Dre i DJ Yella també realitzen barreges per a KDAY, una emissora local de ràdio. Durant aquest temps Dr. Dre va gravar diverses cançons que després serien publicades el 1994 en un disc recopilatori titulat Croncrete Roots.
Després de la secundària, va assistir a la Chester Adult School, també a Compton, seguint el consell de la seva mare. Després d'un breu pas per l'escola, es va mudar a casa del seu pare, però aviat va tornar a casa de la mare.

#### N.W.A. i Ruthless Records (1986-1991)
L'any 1986, Yella i Dre es van reunir amb el raper Ice Cube, col·laborant per gravar cançons per a Ruthless Records, un segell discogràfic de rap a càrrec del raper Eazy-E. N.W.A., juntament amb el raper Ice-T, també de la costa oest, són àmpliament acreditats com a artistes germinals del gangsta rap, un subgènere del hip-hop ple de representacions de la delinqüència urbana i l'estil de vida dels seus protagonistes, on les lletres són crues i explícites, a més d'emprar un llenguatge groller. N.W.A. no va voler encasillar-se en qüestions político-racials, temes abordats per artistes com ara Public Enemy o Boogie Down Productions, i van triar parlar directament sobre la vida als carrers.
Impulsats per l'èxit "Fuck Tha Police", el primer àlbum del grup Straight Outta Compton es va convertir en un gran èxit, malgrat no comptar amb gaire temps a la ràdio ni fer una gran quantitat de concerts. L'FBI havia enviat a Ruthless Records una carta d'advertiment pel contingut del hit.
Després que Ice Cube abandonés N.W.A. com a conseqüència de disputes financeres, Dr. Dre va produir la major part de Niggaz4Life, el segon àlbum del grup. També va produir cançons per a altres rapers de Ruthless Records, entre ells Above The Law i l'àlbum No One Can Do It Better de The D.O.C.. El 1991, en una festa de la indústria musical a Hollywood, Dre va agredir Dee Barnes, presentadora del programa de televisió de Fox Pump It Up!, per no estar d'acord amb la cobertura que havia fet de les disputes existents entre Ice Cube i ell. Per aquest motiu, Dr. Dre va ser multat amb 2.500 dòlars, dos anys de llibertat condicional i 240 hores de serveis comunitaris.

#### The Chronic i Death Row Records (1992-1995)
|  |

Dre va abandonar el grup N.W.A. al cim de la seva popularitat, el 1991, després d'una disputa amb Eazy-E. Havia seguit els consells de The D.O.C. i del seu guardaespatlles al moment, Suge Knight. Knight, fort i notablement intimidador, va ser capaç de que Eazy-E alliberés Young del seu contracte —segons algunes versions, sota amenaça amb tubs metàl·lics i bats de beisbol.
Tots tres van fundar el segell Death Row Records. El 1992, Young va llançar el seu primer senzill, "Deep Cover", cançó que dona títol a la pel·lícula La cara bruta de la llei (dirigida per Bill Duke i protagonitzada per Laurence Fishburne i Jeff Goldblum en els papers principals), una col·laboració amb el raper Snoop Dogg, a qui Young havia conegut a través del seu germanastre, Warren G.
|  |

L'àlbum debut de Dr. Dre en solitari va ser The Chronic, publicada a Death Row Records. Young es va endinsar en un nou estil de rap, tant en termes estilístics com lírics. Sobre la base de senzills com "Nuthin' But A 'G' Thang", "Let Me Ride" i "Fuck Wit Dre Day (And Everybody's Celebratin')", que comptava amb Snoop Dogg com a vocalista convidat, The Chronic es va convertir en un fenomen cultural. L'estil d'aquest àlbum va ser anomenat "G-funk" o gangsta funk, un subestil del gangsta rap, que va influir en bona part dels discs publicats en la primera meitat dels anys noranta. El 1993, la Recording Industry Association of America va certificar l'àlbum multi-platí, i Dr. Dre va guanyar el premi Grammy per la seva interpretació a "Let Me Ride". Aquest any, la revista Billboard va classificar Dr. Dre com el vuitè artista amb més discos venuts, The Chronic com el sisè àlbum amb majors vendes i "Nuthin' But A 'G' Thang" com l'11è senzill més venut.
A més de treballar en el seu propi material, Dr. Dre va produir l'àlbum debut de Snoop Dogg, Doggystyle. El 1994 Dr. Dre va produir les bandes sonores de les pel·lícules Above The Rim i Murder Was The Case. Va col·laborar amb el seu excompany Ice Cube en la cançó "Natural Born Killaz" de 1995. Per a la pel·lícula Friday, Dre va gravar "Keep Their Heads Ringin'", que va aconseguir el #10 al Billboard Hot 100 i el #1 al Hot Rap Singles.
El 1995, Death Row Records va contractar el raper Tupac Shakur, posicionant-lo com la seva gran estrella. Poc després, Young va abandonar el segell a causa d'una disputa contractual i la creixent preocupació sobre la fama de corrupció, violència i pèrdua de control econòmic que envoltava la figura de Suge Knight. Així, el 1996 va formar el seu propi segell, Aftermath Entertainment, però sota la mateixa distribuïdora de Death Row Records, Interscope Records. Posteriorment, Death Row va patir una caiguda de les vendes el 1997, sobretot després de l'assassinat de Tupac i els càrrecs criminals presentats contra Knight.

#### Aftermath Entertainment (1996-1998)
Dr. Dre Presents... The Aftermath va ser un disc llançat el 1996, que incloïa temes del propi Dr. Dre, interpretats junt amb alguns dels artistes que havien signat amb Aftermath, a més d'una cançó en solitari. "Been There, Done That" va ser entesa com el comiat simbòlic del rap gangsta. Tot i la qualificació de platí per la RIAA, l'àlbum no va ser molt popular entre els fans del raper.
El 1997, Dr. Dre va produir diverses pistes per a The Album, l'LP debut del grup The Firm, però que va ser rebut amb crítiques negatives per part dels crítics musicals. Van començar a circular rumors sobre les dificultats econòmiques de l'empresa, que també va haver d'enfrontar una demanda per violació els drets de marca de la banda de thrash metal Aftermath. First Round Knock Out, una recopilació de diversos temes produïts i realitzats per Dr. Dre va sortir publicada també el 1996, amb material que anava des de World Class Wreckin' Cru fins a l'etapa amb els N.W.A.

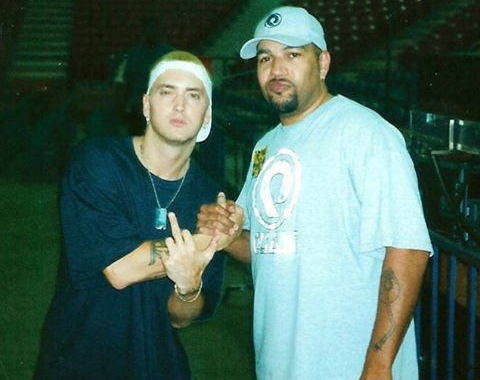
Amb Eminem, 2000.

El punt d'inflexió per a Aftermath va arribar el 1998, quan Jimmy Iovine, director d'Interscope, va suggerir a Dr. Dre que firmés Eminem, un raper de Detroit. Dre va produir tres cançons i va fer dues col·laboracions per a l'àlbum debut d'Eminem, The Slim Shady LP, llançat el 1999. Dr. Dre va produir el primer senzill d'aquest àlbum, "My Name Is", cançó que catapultaria Eminem a la fama.

#### 2001 (1999-2000)
El segon àlbum en solitari de Dr. Dre, 2001, publicat el 16 de novembre de 1999, es va considerar un retorn a les seves arrels de gangsta rap. Es titulava inicialment The Chronic 2000, doncs havia de ser una seqüela del seu àlbum debut. No obstant, l'artista californià va haver de canviar-li el títol, després que Death Row Records publiqués l'àlbum recopilatori Chronic 2000: Still Smokin el maig de 1999. L'àlbum va comptar amb nombrosos col·laboradors, incloent Devin the Dude, Hittman, Snoop Dogg, Xzibit, Nate Dogg. Eminem i Mary J. Blige. L'àlbum va destacar «per haver incorporat cordes, veus soul i reggae a l'estil característic de Dr. Dre». Va ser un gran èxit, arribant al #2 del Billboard 200 i va obtenir 6 discs de platí. Incloïa els senzills "Still D.R.E." i "Forgot About Dre", els quals va cantar al programa Saturday Night Live la nit del 23 d'octubre de 1999, setmanes abans que el CD sortís a la venda. Dr. Dre va guanyar el premi Grammy de Productor de l'Any i es va unir a l'Up In Smoke Tour amb els rapers Eminem, Snoop Dogg i Ice Cube.
En aquella època, Young va ser portat a judici diverses vegades. Lucasfilm el va demandar per infringir els drets de la marca comercial Deep Note. La Fatback Band va demandar-lo per plagiar la cançó "Backstrokin", que Dre havia emprat en el tall "Let's Get High", de l'àlbum 2001, sent condemnat a pagar 1,5 milions de dòlars. Junt amb Metallica, va travar una disputa legal contra el servei P2P Napster, per permetre que l'obra dels artistes circulés gratuïtament per internet.

#### Producció musical (2001-2008)
Després de l'èxit de 2001, Dr. Dre es va centrar en la producció de cançons i àlbums per a altres artistes. L'any 2000 va ser coproductor de sis pistes de l'àlbum d'Eminem, The Marshall Mathers LP, incloent-hi el primer senzill guanyador del Grammy, "The Real Slim Shady". L'àlbum va guanyar un Grammy i va resultar ser l'àlbum de rap més venut de tots els temps, després de vendre 1,76 milions d'unitats la primera setmana. Va produir el senzill "Family Affair" de la cantant de R&B Mary J. Blige del seu àlbum No More Drama el 2001. També va produir "Let Me Blow Ya Mind", un duet de la rapera Eve i la cantant Gwen Stefani. A més va signar a la cantant de R&B, Truth Hurts. Dr. Dre va ser el productor executiu del llançament de 2002 d'Eminem, The Eminem Show i va produir tres cançons de l'àlbum, una de les quals va ser llançada com a senzill, i a més va aparèixer en el premiat videoclip de "Without Me". Una altra demanda per drets d'autor per a Dr. Dre va sorgir la tardor de 2002, quan Sa Re Ga Ma, una empresa amb seu a Calcuta, va demandar Aftermath Entertainment per l'ús d'un sample no acreditat de la cançó "Thoda Resham Lagta Hai". Al febrer de 2003, un jutge va dictaminar que Aftermath hauria de posar fi a les vendes de l'àlbum de Truth Hurts.

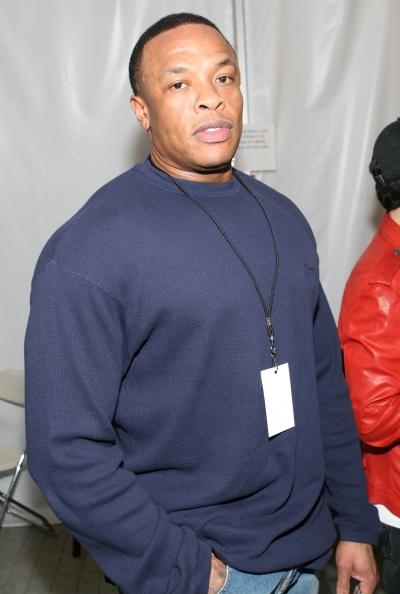
2008

Un altre àlbum d'èxit que va produir va ser Get Rich Or Die Tryin', l'àlbum debut del raper de Nova York, 50 Cent. Llançat el 2023, va comptar amb la producció de Dr. Dre per al senzill "In Da Club". El quart àlbum d'Eminem des que es va unir Aftermath, Encore, va tornar a veure Dre assumint el paper de productor executiu.
El novembre de 2004, Young havia de rebre un premi de la revista Vibe, a Los Angeles. Just quan el raper es dirigia a l'escenari per rebre el guardó, un home anomenat Jimmy James Johnson va apropar-s'hi i va demanar-li un autògraf. Com no va ser atés, va etzibar un cop al cap a Young i va intentar fugir de la sala, moment en què es va produir una trifulca. Un cop detingut, Johnson va afirmar que Suge Knight li havia pagat 5.000 dòlars perquè assaltés Dre durant la gala. Knight va ser entrevistat per televisió aquella mateixa nit i va negar-ne la participació. Johnson va ser condemnat a un any de presó, a més de rebre una ordre d'allunyament del cantant per tres anys.
Dr. Dre també va produir "How We Do", un nou tema d'èxit de 2005 del raper The Game, del seu àlbum The Documentary. El novembre de 2006, Dr. Dre va començar a treballar amb Raekwon en l'àlbum Only Built 4 Cuban Linx... Part. II. També va produir cançons per als àlbums Buck The World, de Young Buck; Curtis, de 50 Cent; Tha Blue Carpet Treatment, de Snoop Dogg; i Kingdom Come, de Jay-Z. Dre també va participar en la cançó de Timbaland, "Bounce", del seu àlbum en solitari de 2007.

#### Detox (2009-2014)
El 2002, Dre havia dit al periodista Corey Moss de MTV News que tenia la intenció de fer un àlbum conceptual. Les sessions per a aquest àlbum es remunten a principis de 2004, però l'artista va aparcar el projecte per centrar-se en la producció d'altres artistes. Després de diversos retards, el 2008 Snoop Dogg va afirmar que Dr. Dre havia enllestit el disc, que tindria per títol Detox. Young va tornar a ajornar el llançament, ja que va participar en la pràctica totalitat dels nous treballs de 50 Cent (Before I Self Destruct) i d'Einem (Relapse). La primera mostra de Detox va ser un petit fragment d'un tema nou interpretat per Dr. Dre, que se sentia en un spot de televisió de 2009. També va anunciar-se que el primer senzill de l'àlbum seria la cançó "Under Pressure", amb la col·laboració amb Jay-Z.

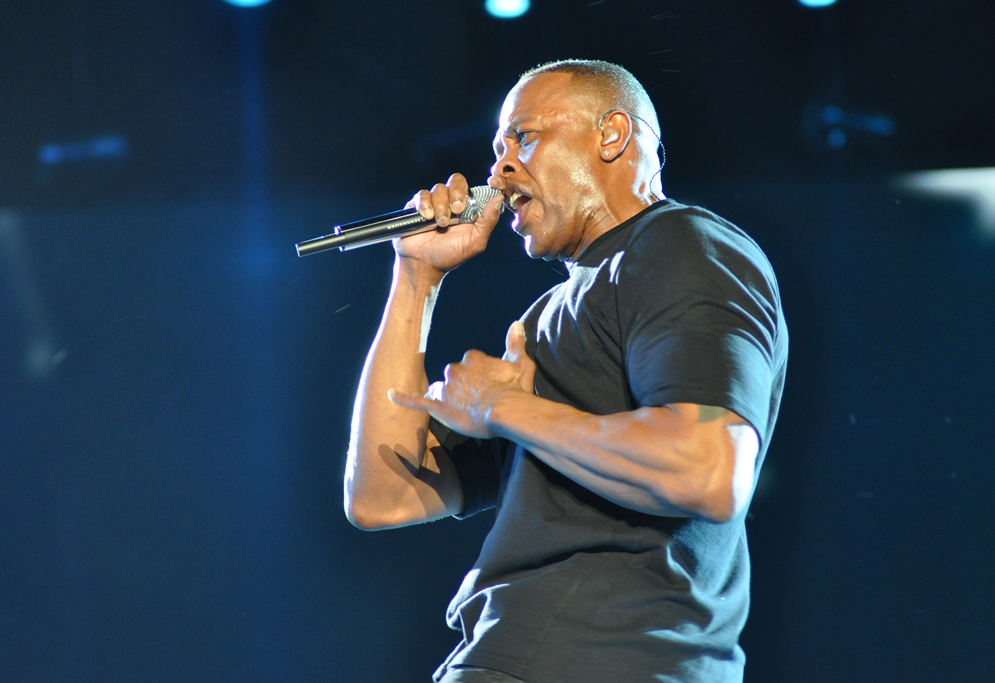
Al Festival Coachella, 2012.

En una entrevista a l'agost de 2010, Dr. Dre va dir que estava preproduint un disc instrumental titulat The Planets., un àlbum on cada cançó rebria el títol d'un planeta del Sistema Solar. En un concert a Detroit que formava part de la gira conjunta d'Eminem i Jay-Z (The Home & Home Tour), Dr. Dre va aparèixer per sorpresa i va cantar "Still D.R.E.", "Nuthin' But A 'G' Thang" i "Crack A Bottle", acompanyat també per 50 Cent. Durant l'espectacle, Eminem va demanar al públic que cridés «Deee-TOX!», a la qual cosa Young va respondre «Està arribant!».

#### Straight Outta Compton i The Contract (2015-present)
Finalment, l'1 d'agost de 2015, Dr Dre, va anunciar la publicació de Compton, a Soundtrack by Dr. Dre, banda sonora de la pel·lícula Straight Outta Compton. També va anunciar que feia anys que havia descartat el llançament de Detox, dient que no era prou bo.
A finals de l'any 2021, Dre va col·laborar amb Rockstar Games per a la nova secció del joc Grand Theft Auto V titulada The Contract. Fruit d'aquesta relació amb el gegant dels videojocs, va publicar 6 nous senzills a principis de febrer del 2022, amb la col·laboració d'artistes històrics del hip hop com Eminem, Nipsey Hussle, Ty Dolla $ign, Rick Ross, Anderson .Paak, Snoop Dogg i Busta Rhymes.
El 13 de febrer de 2022, va encapçalar l'espectacle de la mitja part de la LVI Super Bowl. Va actuar envoltat dels companys Eminem, Snoop Dogg, Mary J. Blige i Kendrick Lamar. L'actuació va rebre elogis per part de la crítica i li va valer un guardó Primetime Emmy.

## Estil musical

### Inspiració i línies de treball
Dre ha dit que el seu principal instrument a l'estudi és l'Akai MPC3000, una caixa de ritmes i un sampler, i que sovint utilitza molts dels seus coproductors per produir un únic enregistrament. Cita George Clinton, Isaac Hayes i Curtis Mayfield com les principals influències musicals. A diferència de la majoria dels actuals productors de rap, que tracten d'evitar els samples el més possible (a causa de les lleis de dret d'autor), ell prefereix tenir músics a l'estudi jugant amb les cançons que vol utilitzar, perquè li permet més flexibilitat per canviar les peces en el ritme i el tempo. Altres equips que utilitza són la E-mu SP-1200 i altres teclats de fabricants com Yamaha, Korg, Rhodes, Moog i Roland.
Després de fundar Aftermath Entertainment el 1996, Dr. Dre va contractar com a coproductor Mel-Man Bradford, i la seva música va adquirir un so més basat en sintetitzadors, utilitzant menys mostres vocals. Mel-Man no ha compartit crèdits de coproducció amb Dr. Dre des d'aproximadament el 2002. About.com va classificar Dr. Dre com el segon millor productor de tots els temps (empatat amb Pete Rock) al seu "Top 50 Hip-Hop Productors". El 1999 Dr. Dre va començar a treballar amb Mike Elizondo, baixista, guitarrista, teclista i que també ha produït i escrit. En els darrers anys Elizondo ha treballat per a moltes de les produccions de Dr. Dre. Aquest també va dir a la revista Scratch en una entrevista del 2004 que havia estat estudiant piano i teoria musical formal. A la mateixa entrevista va declarar que ha col·laborat amb el famós compositor Burt Bacharach, enviant-li ritmes, i esperava fer una cançó amb ell en el futur.

### Ètica de treball
Dr. Dre ha indicat que ell és un perfeccionista i és conegut per com pressiona els seus artistes per fer concerts sense defectes. El 2006, Snoop Dogg va dir que Dr. Dre havia fet que el seu nou artista Bishop Lamont graves una sola pista de veus 107 vegades. Dr. Dre també ha declarat que Eminem és un perfeccionista i atribueix el seu èxit a les seqüeles de la seva ètica de treball similars. Una conseqüència del seu perfeccionisme és que alguns artistes que inicialment signen acords mai acaben per treure discos pel fet que a Dr. Dre no li semblen prou bons. El 2001, Aftermath va llançar la banda sonora de la pel·lícula The Wash, amb una sèrie de rapers com Shaunta, Daks, Joe Beast i Toi, fins ara, cap ha llançat discos de llarga durada i aparentment, han acabat les seves relacions amb la discogràfica i Dr. Dre. Altres rapers destacables que mai van llançar àlbums inclouen King Tee, Hittman, Joell Ortiz, Raekwon i Rakim.

### Col·laboradors i coproductors

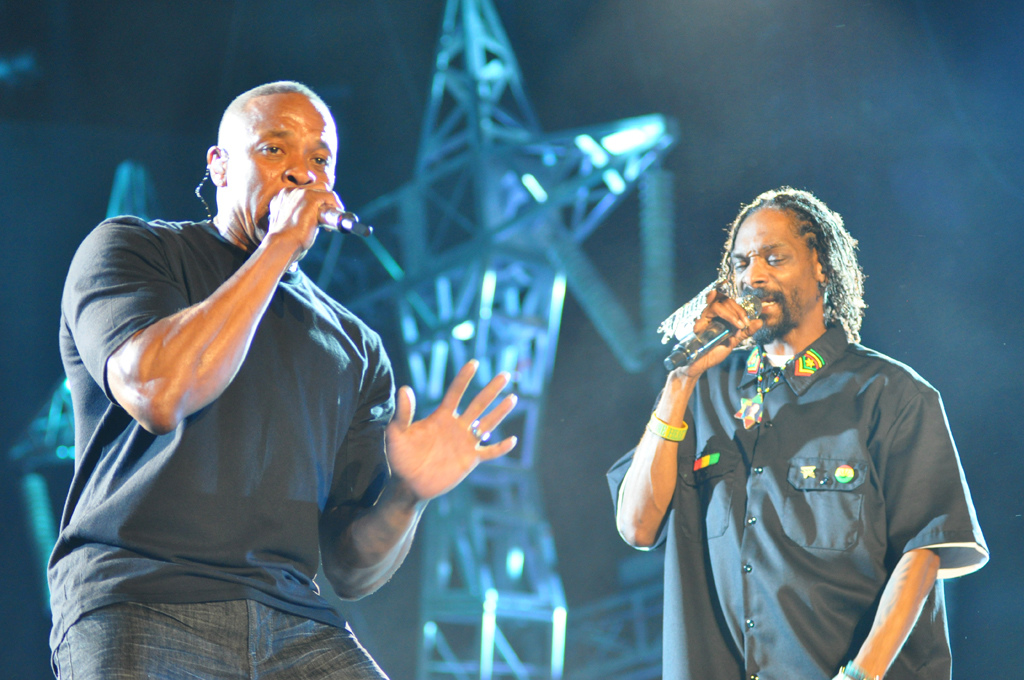
Amb Snoop Dogg, 2012.

Durant la seva permanència a Death Row Records, es va al·legar que el germanastre de Dr. Dre, Warren G, i el membre de Tha Dogg Pound, Daz, van fer moltes contribucions sense acreditació en les cançons de The Chronic. Se sap que Scott Storch, que des de llavors ha passat a convertir-se en un productor reeixit, va contribuir en el segon àlbum de Dr. Dre, 2001. Mike Elizondo, en parlar del seu treball amb Young, descriu el procés d'enregistrament com un esforç de col·laboració entre diversos músics. El 2004 afirmava a la revista Songwriter Universe que havia escrit els fonaments de la reeixida cançó d'Eminem "The Real Slim Shady", declarant, «Jo inicialment jugava amb una línia de baix a la cançó, i Dr. Dre, Tommy Coster Jr. i jo vam construir la pista des d'allà». Eminem va escoltar després la pista, i va escriure'n la lletra”. Aquesta versió es confirma en el llibre d'Eminem, Angry Blonde, que indica que la melodia de la cançó va ser composta per un baixista d'estudi i el tecladista mentre que Dr. Dre es trobava fora de l'estudi.
D'altra banda, en el número de setembre del 2003 de la revista The Source, un grup de descontents antics socis del Dr. Dre es van queixar que no havien rebut el seu ple reconeixement. Un productor anomenat Neff-U va afirmar haver produït les cançons "Say What You Say" de Luxor, "My Dad's Gone Crazy" d'Eminem i les cançons "If I Can't" i "Back Down" de 50 Cent. Cal assenyalar que els col·laboradors destacats de Dr. Dre a l'estudi, incloent Scott Storch, Elizondo, Luxor i Parker Dawaun, han compartit crèdits de coproducció i de coescriptura.

### Lletristes
Es reconeix que la majoria del rap de Dr. Dre està escrit per a ell per altres escriptors, encara que conserva el control últim sobre les lletres i la música de les seves cançons. Com s'observa als crèdits de les cançons de Young, hi ha diverses persones que contribueixen a les seves cançons (cal assenyalar que sovint al hip hop la gent escriu les cançons que canta). Al llibre How To Rap, RBX explica que l'escriptura de The Chronic va ser un esforç d'equip. Pel que fa a les lletres, diu, "Dre no va presumint que és un súper raper… Dre és un súper productor". Com a membre de N.W.A., The D.O.C. va escriure la lletra d'ell mentre ell feia la producció. Un altre exemple és que el raper Jay-Z va escriure la lletra de la cançó "Still D.R.E." de l'àlbum de Dr. Dre, 2001.

## Discografia

### Amb N.W.A
- N.W.A. and the Posse (1987)
- Straight Outta Compton (1989)
- 100 Miles and Runnin (1990)
- Niggaz4life (1991)

### En solitari
- The Chronic (1992)
- 2001 (1999)
- Compton (2015)

### Cancel·lats
- Detox (2011)